# Timothy Fayulu
Timothy Fayulu (Ginevra, 24 luglio 1999) è un calciatore svizzero naturalizzato congolese (Repubblica Democratica del Congo), portiere del Sion.

## Carriera

### Club
Acquistato dal Sion nel 2018, debutta fra i professionisti il 22 maggio 2019 in occasione dell'incontro di Super League vinto 3-0 contro il Grasshoppers.

### Nazionale
Nel 2021 viene convocato dalla nazionale under-21 per disputare il campionato europeo di categoria.

## Statistiche

### Presenze e reti nei club
Statistiche aggiornate al 18 gennaio 2025.
| Stagione        | Squadra         | Campionato      | Campionato | Campionato | Coppe nazionali | Coppe nazionali | Coppe nazionali | Coppe continentali | Coppe continentali | Coppe continentali | Altre coppe | Altre coppe | Altre coppe | Totale | Totale | Totale |
| Stagione        | Squadra         | Comp            | Pres       | Reti       | Comp            | Pres            | Reti            | Comp               | Pres               | Reti               | Comp        | Pres        | Reti        | Pres   | Reti   |        |
| --------------- | --------------- | --------------- | ---------- | ---------- | --------------- | --------------- | --------------- | ------------------ | ------------------ | ------------------ | ----------- | ----------- | ----------- | ------ | ------ | ------ |
| 2018-2019       | Sion            | SL              | 2          | -1         | CS              | 0               | 0               | -                  | -                  | -                  | -           | -           | -           | 2      | -1     |        |
| 2019-2020       | Sion            | SL              | 1          | -4         | CS              | 0               | 0               | -                  | -                  | -                  | -           | -           | -           | 1      | -4     |        |
| 2020-2021       | Sion            | SL              | 15         | -24        | CS              | 0               | 0               | -                  | -                  | -                  | -           | -           | -           | 15     | -24    |        |
| 2021-2022       | Sion            | SL              | 7          | -14        | CS              | 1               | -4              | -                  | -                  | -                  | -           | -           | -           | 8      | -18    |        |
| 2022-2023       | Winterthur      | SL              | 11         | -20        | CS              | 1               | 0               | -                  | -                  | -                  | -           | -           | -           | 12     | -20    |        |
| 2023-2024       | Sion            | SL              | 36         | -23        | CS              | 5               | -5              | -                  | -                  | -                  | -           | -           | -           | 41     | -28    |        |
| 2024-2025       | Sion            | SL              | 17         | -19        | CS              | 1               | -2              | -                  | -                  | -                  | -           | -           | -           | 18     | -21    |        |
| Totale Sion     | Totale Sion     | Totale Sion     | 78         | -85        |                 | 7               | -11             |                    | -                  | -                  |             | -           | -           | 85     | -96    |        |
| Totale carriera | Totale carriera | Totale carriera | 89         | -105       |                 | 8               | -11             |                    | -                  | -                  |             | -           | -           | 97     | -116   |        |

## Palmarès

### Club

#### Competizioni nazionali
- Challenge League: 1

Sion: 2023-2024